# 弗里波特 (緬因州普查規定居民點)
弗里波特（英語：Freeport）是位於美國緬因州坎伯蘭縣的一個普查規定居民點。

## 人口
根據2020年美國人口普查的數據，弗里波特的面積為4.44平方千米，當中陸地面積為4.44平方千米，而水域面積為0.00平方千米。當地共有人口1700人，而人口密度為每平方千米382.88人。